# Рисуващи момчета
„Рисуващи момчета“ (на шведски: Ritande gossar) е картина от шведската художничка Софи Рибинг от 1864 г.
Картината е нарисувана с маслени бои върху платно и е с размери 91,5 x 79 cm. Това е една от най-добрите картини, не само в творчеството на Софи Рибинг, но и в изобразителното изкуство на Швеция в средата на XIX век. Картината представя всекидневния реализъм с жанрови мотиви, които шведските творци са усвоили в Дюселдорф и след това прилагат в Швеция. Меката светлина, падаща върху момчетата в картината допринася за създаване на дискретна и спокойна атмосфера, позволяваща по-добра концентрация на изображението.
Картината е част от фонда на Музея на изкуствата в Гьотеборг, Швеция. Купена е от музея през 1886 г.